# Jan Vogler
Jan Vogler (18 de febrero de 1964) es un violonchelista alemán que vive en la ciudad de Nueva York.
Nacido en Berlín Oriental, estudió primero con su padre Peter Vogler y posteriormente con Josef Schwab en Berlín, con Heinrich Schiff en Basilea y, posteriormente con Siegfried Palm. A la edad de 20 años ganó el puesto de primer violonchelo en la Orquesta Estatal Sajona de Dresde, convirtiéndose en el intérprete más joven en la historia de esta orquesta en ocupar ese puesto. Dejó esa posición en 1997 para seguir una carrera de solista y se mudó a Nueva York con su esposa, la violinista Mira Wang y sus dos hijos. Allí se hizo amigo del actor Bill Murray con quien tocó en un recital en 2017 en el Palacio de la Cultura en Dresde. El programa, titulado "New Worlds", fue grabado por Decca Records, y fue el álbum debut de Murray. Realizaron una gira en Alemania y Estados Unidos, incluyendo Elbphilharmonie en Hamburgo y el Carnegie Hall en la ciudad de Nueva York.
En el 2000, el compositor alemán Jörg Widmann le dedicó su concierto para violonchelo titulado Dunkle Saiten (Cuerdas oscuras). Vogler ha participado como solista con la Filarmónica de Nueva York, la Orquesta Sinfónica de Chicago, la  Orquesta Sinfónica de Boston, la Orquesta Sinfónica de Pittsburgh, la Orquesta Sinfónica de Montreal, la Orquesta Sinfónica de Cincinnati, la Orquesta del Teatro Mariinski, la Orquesta Estatal Sajona de Dresde, la Orquesta Sinfónica de la Radio de Baviera, la Orquesta Sinfónica de la Radio de Stuttgart, La Filarmónica de Taiwán (NSO) y la Sinfónica de Viena . Hélène Grimaud es su compañera regular en sus recitales.
Es un artista de grabación de Sony, y su discografía incluye las Suites para violonchelo solo de Johann Sebastian Bach, el Concierto para violonchelo de Dvořák con la Filarmónica de Nueva York, el Concierto para violonchelo Schumann y otras obras importantes.
Su violonchelo es el Castelbarco/Fau, hecho por Stradivari en 1707.

## Premios
- 2002: Echo Klassik Instrumentista del año
- 2006: Echo Klassik, grabación de música de cámara del año, Mozart Divertimento, K. 563[11]
- 2011: Erich-Kästner-Preis (Dresde)
- 2014: Echo Klassik instrumentista del año

## Discografía recomendada
- 2004: Cello Concertos. (Rundfunk-Sinfonieorchester Saarbrücken, dirigida por Thomas Sanderling, Edel Classics).
- 2005: Ludwig van Beethoven and Robert Schumann: The Works for Cello and Piano (Vol. 1–3, Edel Classics).
- 2005: The Secrets of Dvořak's Cello Concerto. (New York Philharmonic, conducdirigida por David Robertson, Sony BMG Music Entertainment (Germany)).
- 2006: W.A. Mozart: Divertimento, K. 563. (Moritzburg Festival, Sony BMG Music Entertainment (Germany)).
- 2007: my tunes. (Dresdner Kapellsolisten, dirigida por Helmut Branny, Sony BMG Music Entertainment (Germany)).
- 2007: Concerti brillanti. (Münchener Kammerorchester, Sony BMG Music Entertainment (Germany)).
- 2009: Jan Vogler – the Cellist. (Portrait, Edel Classics).
- 2009: New Worlds. (The Knights, dirigida por Eric Jacobson, Sony Music Entertainment).
- 2009: experience: live from new york. (The Knights, Eric Jacobson, Sony Music Entertainment).
- 2010: My tunes 2. (Dresdner Kapellsolisten, dirigida por Helmut Branny, Sony Music Entertainment).
- 2012: Johann Sebastian Bach Cello Suites Sony Music Entertainment.
- 2017: New Worlds. (With Bill Murray, Decca Gold).